# رجینالد اینس پوکوک
رجینالد اینس پوکوک (انگلیسی: Reginald Innes Pocock) همکار انجمن سلطنتی و جانورشناس بریتانیایی بود. پوکاک در کلیفتون، بریستول، چهارمین پسر کشیش نیکلاس پوکاک و ادیت پریچارد به دنیا آمد. او شروع به نشان دادن علاقه به تاریخ طبیعی در مدرسه سنت ادوارد، آکسفورد کرد. او تدریس خصوصی جانورشناسی را از سر ادوارد پولتون دریافت کرد و اجازه یافت در موزه آکسفورد به بررسی آناتومی مقایسه ای بپردازد. او زیست‌شناسی و زمین‌شناسی را در دانشگاه کالج بریستول زیر نظر کانوی لوید مورگان و ویلیام جانسون سولاس مطالعه کرد. در سال ۱۸۸۵، او دستیار موزه تاریخ طبیعی شد و به مدت یک سال در بخش حشره‌شناسی کار کرد. او مسئول مجموعه‌های آراکنیدا و میریاپودا شد. همچنین به او این وظیفه داده شد که مجموعه‌های پرندگان بریتانیایی را ترتیب دهد و در جریان آن علاقه‌ای پایدار به پرنده‌شناسی پیدا کرد. ۲۰۰ مقاله ای که او در ۱۸ سال حضور در موزه منتشر کرد، به زودی او را به عنوان یک مرجع در زمینه آراکنیدا و میریاپودا به رسمیت شناخت. او بین ۳۰۰ تا ۴۰۰ گونه هزارپا را به تنهایی توصیف کرد، و همچنین جنس عقرب Brachistosternus را توصیف کرد. در سال ۱۹۲۹، او خانواده Nandiniidae را با سرده Nandinia به عنوان تنها عضو آن پیشنهاد داد. او استدلال کرد که با ساختار و شکل کانال گوش و قسمت ماستوئید استخوان تمپورال با Aeluroidea تفاوت دارد.